# نص دسته مجانين (فلم)
نص دسته مجانين فيلم مغامرات مصري إنتاج عام 1991، من إخراج حسن الصيفي، وبطولة: سيد زيان , أحمد عدوية ,
منى عبد الغني , سعيد عبد الغني , محمد أبو الحسن , فؤاد خليل.

## قصة الفيلم
في الطريق من مستشفى الأمراض النفسية بالإسكندرية إلى القاهرة، تتعطل السيارة وبها ستة من المرضى منهم إلهام المصابة بانهيار عصبي لموت أسرتها تحت أنقاض المنزل، ونافع بك صاحب العظمة، وخليل المقامر والمختلس لأموال شركته، والذي يدعي الجنون ليهرب من حكم المحكمة، والحاج حسن الذي حجر عليه أولاده طمعًا في ثروته. يهرب المجانين الأربعة مما يضطر التمرجي مبروك والسائق عبد المولى إلى القبض على أربعة أشخاص بدلا منهم لتسليمهم لإدارة المستشفى.

## وصلات خارجية
- صفحة الفيلم على موقع السينما